# Alfredo Varela (escritor argentino)
Alfredo Varela (Buenos Aires, 1914 — Mar del Plata, 26 de fevereiro de 1984) foi um escritor argentino conhecido por sua literatura de temática social.
Sua obra mais conhecida é a  novela El río oscuro.
Recebeu o Prêmio Lênin da Paz em 1970.

## Filme baseado em sua obra
- Las Aguas bajan turbias (Dark River/River of Blood), 1952, filme argentino, com Hugo del Carril